# سحب عابرة (مجموعة قصصية)
سحب عابرة مجموعة قصصية للكاتب كاميلو خوسيه ثيلا الحائز على جائزة نوبل للأدب سنة1989.المجموعة ترجمها علي أشقر
وصدرت عن دار المدى للطباعة والنشر والتوزيع سنة 2014.تقع المجموعة في 142صفحة. 

## نبذة عن الرواية
مجموعة قصصية سحب عابرة للكاتب الإسباني كاميلو خوسيه ثيلا هي عمل سردي مؤثر تدور أحداثه حول لقاء بين شخصين، رفائيل وجيسيكا، في مدينة مدريد، وتتناول بأسلوب فلسفي وعاطفي موضوعات متعددة مثل الحب، الصداقة، الوحدة، الهجرة، والعنصرية، مُقدّمة تجربة إنسانية تُجسّد التفاعل بين الذات والعالم في سياقات اجتماعية متقلبة.

## شخصيات الرواية
- سانتياغو ناشيونال: الشخصية المحورية في إحدى القصص، شاب طموح يعيش في فقر مدقع ويعمل في مهنة يكرهها، لكنه يسعى لتحقيق أحلامه رغم الصراعات الاجتماعية والسياسية التي تحيط به.
- ريكاردو: صديق سانتياغو، يشاركه رحلة البحث عن العدالة، ويُجسّد روح التضامن والمقاومة في وجه الفساد والظلم .
- شخصيات النخبة الفاسدة: تظهر في خلفية القصص كممثلين للسلطة والثراء، وتُجسّد التفاوت الطبقي والفساد السياسي الذي يعاني منه المجتمع .
- شخصيات عابرة أخرى: تتنوّع بين متسولين، عمال، نساء مهمّشات، وأطفال ضائعين، وكل منهم يُجسّد فصلًا من فصول الحياة اليومية في مدينة مدريد، حيث تتقاطع مصائرهم مع أبطال القصص في لحظات خاطفة ومؤثرخواكين بونوم: رجل فقد ساقه واستبدلها بساق خشبية من الصنوبر، وتزوج امرأة عوراء، تنتهي قصته بموت عبثي حين يسقط على رأسه بسبب ركلة خاطئة برجله الاصطناعية.
- المرأة العوراء: زوجة خواكين، تنز عينها شيئًا أصفر، وتُجسّد الغرابة والعبث في العلاقة الزوجية.
- الرجل المتهم بقتل زوجته: دخل السجن ظلمًا بتهمة قتل زوجته ببلطة، بينما كانت حماته هي القاتلة، ولم يُكشف ذلك إلا بعد وفاتها.
- الحمى القاتلة: قتلت ابنتها ولم تعترف إلا في رسالة بعد موتها، مما يُبرز مفارقة العدالة المؤجلة.
- دون دافيد: عاش قصة حب عميقة، تزوج حبيبته ثم ماتت بعد الزواج، مما يُجسّد هشاشة السعادة.
- دون غيرمو: مجنون حكيم يعيش في مصحّ عقلي منذ سنوات، يكره الماء لكنه ينتحر غرقًا، في مفارقة وجودية ساخرة.
- دون خوان: شاعر ومصمم حدائق، لم يجد ناشرًا لكتابه "محب أزهار الحديقة"، فنشره صديقه بعد وفاته، مما يُبرز عزلة المثقف.
- العم الموسيقي: يعزف شوبان وموزارت وفاغنر، يُمثّل المثقف الكلاسيكي.
- العازف المناقض: يكره بتهوفن وشوبان، ويُجسّد التناقض الثقافي والذوقي.
- الرجل الواعظ بحب الحيوان: يعظ بعدم قتل الحشرات، لكنه يسحق جندبًا بقدمه في لحظة ضيق، مما يُجسّد تناقض القيم والسلوك.[7]

## اقتباسات من المجموعة القصصية
"أسوأ الشرور أن يتسلّل إلى الإنسان اقتناع ببطء بأنه عاجز؛ فالقناعة المفاجئة تُنسى، أما تلك التي تتشكّل بحذر، فلا أحد يستطيع انتزاعها من رأسه."
"الناس ليسوا بذلك السوء الذي يُراد لهم أن يُوصموا به."
"ابتسامتي ليست سوى علامة على عجزي، ذلك العجز الذي أحبّه لأنه بسيط، ولأنه يتيح لي أن أبكي وأغضب دون خجل."
"ذلك الحب كان حقيقيًا، لا يشبه حب شباب اليوم الذين يقفزون نصف عراة على الشاطئ؛ ففي الماضي، كانت نظرة أو ابتسامة كافية لتغمر القلب بالسعادة."
"السعادة تُرهق صاحبها أحيانًا، حتى لا يعود قادرًا على الصمود."

"أتريد مني كرامة؟ أعطني نقودًا!"

## أسلوب المجموعة القصصية
تتميز المجموعة القصصية باستخدام أسلوبي يعتمد على التعبير النفسي الداخلي والتصوير المجازي، حيث تظهر من خلال النصوص تأملات عميقة في حالات الإنسان الداخلية مثل العجز، والحب، والسعادة، والكراهية، مع الاعتماد على لغة مباشرة تحمل دلالات عديدة. يتجلى الأسلوب في التوصيل الواضح لمشاعر العجز والإحساس بالضعف، بالإضافة إلى تصوير اللحظات الإنسانية بشكل واقعي وشفاف، مع استخدام الجمل القصيرة والتكرار لتعزيز الإيقاع وتوجيه الانتباه إلى الموضوعات المطروحة. كما يُلاحظ أن النصوص تتناول قضايا نفسية واجتماعية بتنويعاتها، وتقدم تصويرًا صادقًا لمشاعر الإنسان وتجاربه، مما يمنح عمل المجموعة عمقًا إنسانيًا وصدقًا تعبيريًا.